# Омега (літак)
«Омега» — радянський легко-моторний літак конструкції льотчика та інженера А. Н. Граціанського, згодом удостоєного звання Герой Радянського Союзу.
Проект «Ленінська іскра» посів перше місце в конкурсі проектів літаків для навчання і тренувань, проведеному Центральною радою Тсоавіахіму. За цим проектом на Харківському авіазаводі, був виготовлений літак що отримав назву «Омега».
Перші польоти були виконані в 1931 р. льотчиком-випробувачем Б. М. Кудріним. Літак виявився простим в управлінні та експлуатації, допускав виконання фігур вищого пілотажу. Однак встановлений на машині дослідний двигун НАМИ-65 в серію не пішов і літак залишився в єдиному екземплярі. Після випробувань «Омегу» передали в Полтавську школу Тсоавіахіму, де використовували для підготовки льотчиків.

## Конструкція
«Омега» — вільнонесний моноплан. Крило дерев'яне зі щілинними елеронами-закрилками. Обшивка фанерна. Фюзеляж має зварний каркас із сталевих труб. Управління подвійне.